# Alexander Wilson (ornitológus)
Alexander Wilson (Paisley, 1766. július 6. – Philadelphia, Pennsylvania, 1813. augusztus 23.) skót-amerikai költő, ornitológus, természetbúvár és illusztrátor. George Ord szerint "az amerikai madártan atyja", Audubon előtt az amerikai ornitológia legnagyobb alakja. Zoológiai szakmunkákban nevének rövidítése: „Wilson”.
Több madárfaj tudományos vagy nemzeti neve is őrzi Wilson emlékét, többek között a Wilson viharfecskéje, a Wilson-lile, a Wilson-víztaposó és a Wilson-szalonka, ugyancsak róla nevezte el az újvilági poszátafélék egyik nemzetségét Charles Lucien Jules Laurent Bonaparte a Wilsonia névre. Szintén az ő nevét őrzi egy madártani folyóirat (The Wilson Journal of Ornithology) és a Wilson Ornitológiai Társaság.

## Élete

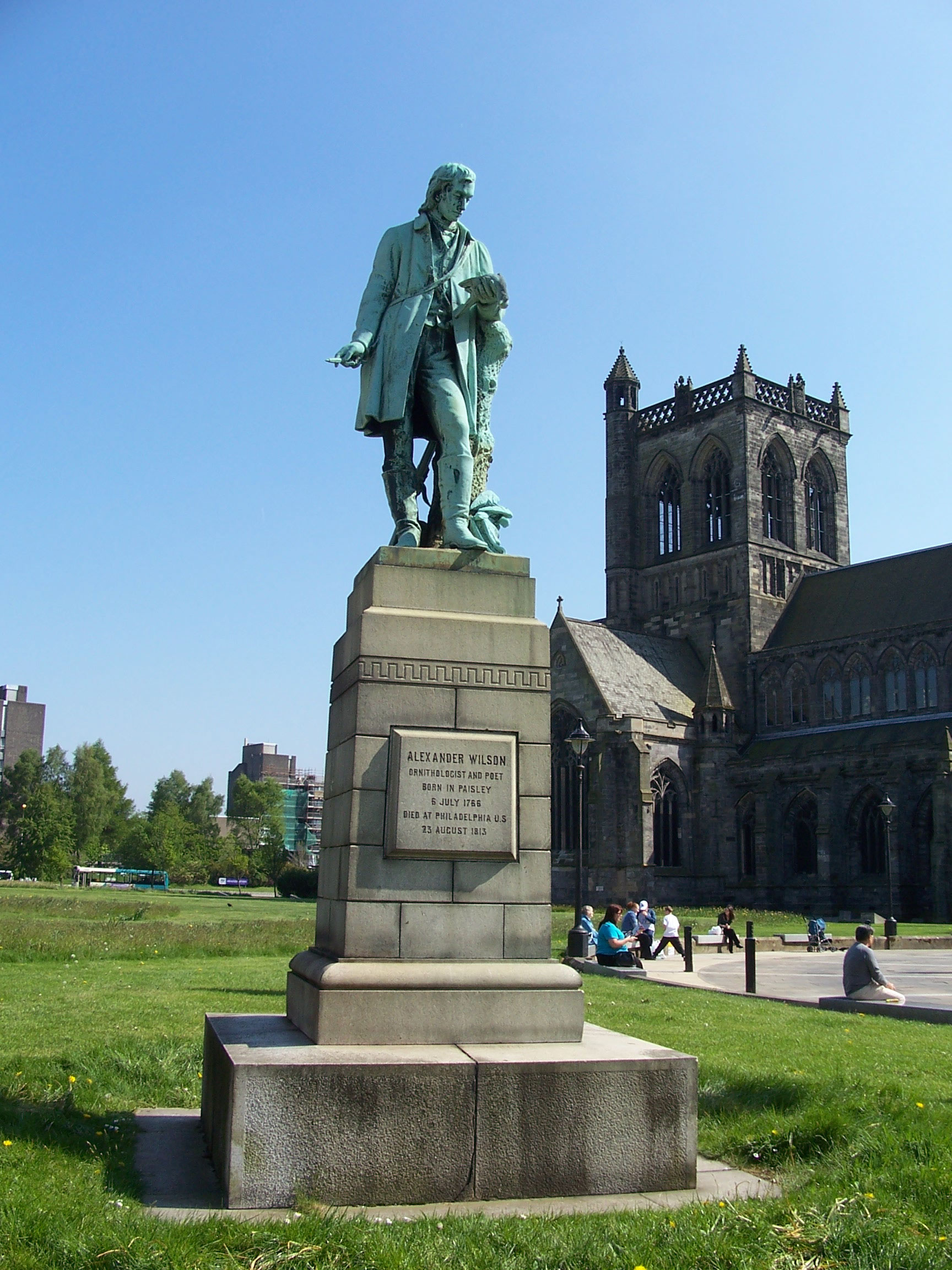
Wilson emlékműve Paisley-ben

Wilson a skóciai Paisley-ben született, és 13 évesen takácsinasnak állt. Robert Burns hatására, aki mindössze hét évvel volt idősebb nála, érdeklődése hamar felébredt a költészet iránt: balladákat, pásztorjátékokat írt és szatirikus írásokban figurázta ki a takácsok életkörülményeit. Egy különösen éles szatírája miatt, melynek célszemélye az egyik malom tulajdonosa volt, letartóztatásba került, és a börtön mellett azt is a büntetéséül szabták, hogy nyilvánosan el kellett égetnie művét. Szabadulása után Amerikába emigrált.
1794 májusában hagyta el Skóciát, egyik unokaöccsével együtt. A takácsok számára Amerikában is kevés lehetőség állt nyitva, ezért Wilson Pennsylvaniában és New Jersey-ben a tanítás felé fordult. Itt ismerkedett meg a híres természetkutatóval, William Bartrammal, aki felkeltette érdeklődését a madártan és a festés iránt. Miután megjelentetett egy összeállítást az Észak-Amerika madárfajait ábrázoló illusztrációkból, Wilson utazgatni kezdett, melyek során rengeteget gyűjtött, festett, illetve előjegyzéseket igyekezett gyűjteni készülő műve, a kilenckötetes Amerikai ornitológia (1808–1814) számára. A kiadvány 268 madárfaj illusztrációját tartalmazta, ezek közül 26 fajt korábban még nem írtak le. Wilson a kilencedik kötet előkészítése közben hunyt el, ezt helyette George Ord fejezte be és adatta ki.
Wilson a pennsylvaniai Philadelphia Gloria Dei templomának temetőjében nyugszik. A közelében temették el később George Ordot is, aki Wilson barátja, támogatója és munkájának folytatója volt.

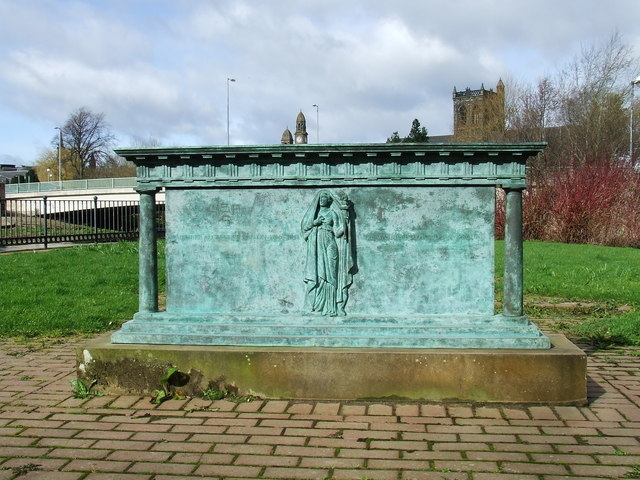
Wilson emlékműve Paisleyben

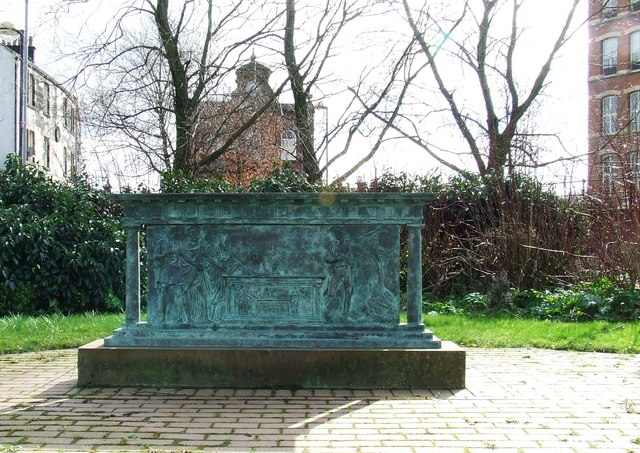
Wilson emlékműve Paisleyben

Szülővárosában, Paisley-ben egy emlékhelyet és egy emlékoszlopot is kialakítottak, megemlékezve Wilsonnak a városhoz való kötődéséről. Az emlékmű felirata magyarul: "Emlékezzünk Alexander Wilsonra (1766-1813), akinek kiskorában itt volt a játszótere."

## Publikációi
- The tears of Britain (évszám nélkül) - vers. OCLC: 166684875
- American Ornithology; or, the Natural History of the Birds of the United States: Illustrated with Plates Engraved and Colored from Original drawings taken from Nature (Amerikai ornitológia, avagy az Egyesült Államok madárvilágának természethistóriája, a természet utáni rajzok alapján készült, színezett metszetekkel illusztrálva) (1808-1814)
- List of pieces written by Mr. Alexander Wilson, now in Philadelphia. [Paisley, Scotland]: Printed by Andrew Young. At head of title: Paisley repository. No. VIII. Probable decade of imprint from NSTC. "The American blue bird [by A. Wilson, in verse]": p. 2-3; "The Baltimore bird [by A. Wilson, part in verse]": p. 4. 1800
- Watty and Meg: or the wife reclaimed, together with : Habbie Sampson and his wife or, a new way of raising the wind : Donald and his dog : the West Kintra weaver turned teetotaler : the Loss o' the pack : John Tamson's cart : Takin' it out o' his mouth. Paisley, Scotland: W. Wilson. 1800
- Rab and Ringan: a tale as delivered in the Pantheon, Edinburgh by the author of Watty and Meg; to which is added The twa cats and the cheese, a tale. Glasgow: Brash & Reid. 1800
- Oration, on the power and value of national liberty delivered to a large assembly of citizens, at Milestown, Pennsylvania, on Wednesday, March 4, 1801. Philadelphia: Printed by H. Maxwell. Reprinted in Early American imprints. Second series;, no. 1668. 1801
- Papers, 1806-1813. Philadelphia: American Philosophical Society. This material relates to Alexander B. Grosart's biography of Wilson. There are notes and copies of letters and documents, including a copy of Wilson's will. There is one poem by Wilson, "The Last Wish," and an 1806 letter to William Bartram

## Róla készült életrajzi írások
- Alexander Wilson: The Scot Who Founded American Ornithology by Edward H. Burtt, Jr., and William E. Davis, Jr. Harvard UP, Cambridge and London. 2013
- The Life and Letters of Alexander Wilson by Clark Hunter. The American Philosophical Society for its Memoirs series, Volume 154, Philadelphia. 1983. ISBN 0-87169-154-X
- Alexander Wilson: Wanderer in the Wilderness by Robert Plate. David McKay Company, Inc. New York. 1966. Library of Congress Number 66-11348 (no ISBN)
- Alexander Wilson: Naturalist and Pioneer by Robert Cantwell. J.B. Lippincott Company, Philadelphia and New York. 1961. Library of Congress Number 61-12246 (no ISBN)
- Alexander Wilson, Poet-Naturalist: A Study of His Life with Selected Poems by James Southall Wilson. Neale Publishing Company, New York and Washington. 1906
- Wilson the Ornithologist: A New Chapter in His Life by Allan Park Paton. Longmans, Green & Company. 1863
- Sketch of the Life of Alexander Wilson by George Ord. Harrison Hall, 1828. Biographer Clark Hunter adds: "This is substantially enlarged from that which Ord wrote for vol. 9 of the American Ornithology. Contains many more letters."[4]
- Biographical Sketch of the Late Alexander Wilson to a Young Friend by Thomas Crichton. J. Neilson, Paisley. 1819
- Stone, Witmer. 1906. "Some Unpublished Letters of Alexander Wilson and John Abbot." The Auk, Vol. 23, No. 4 (Oct., 1906), pp. 361–368.

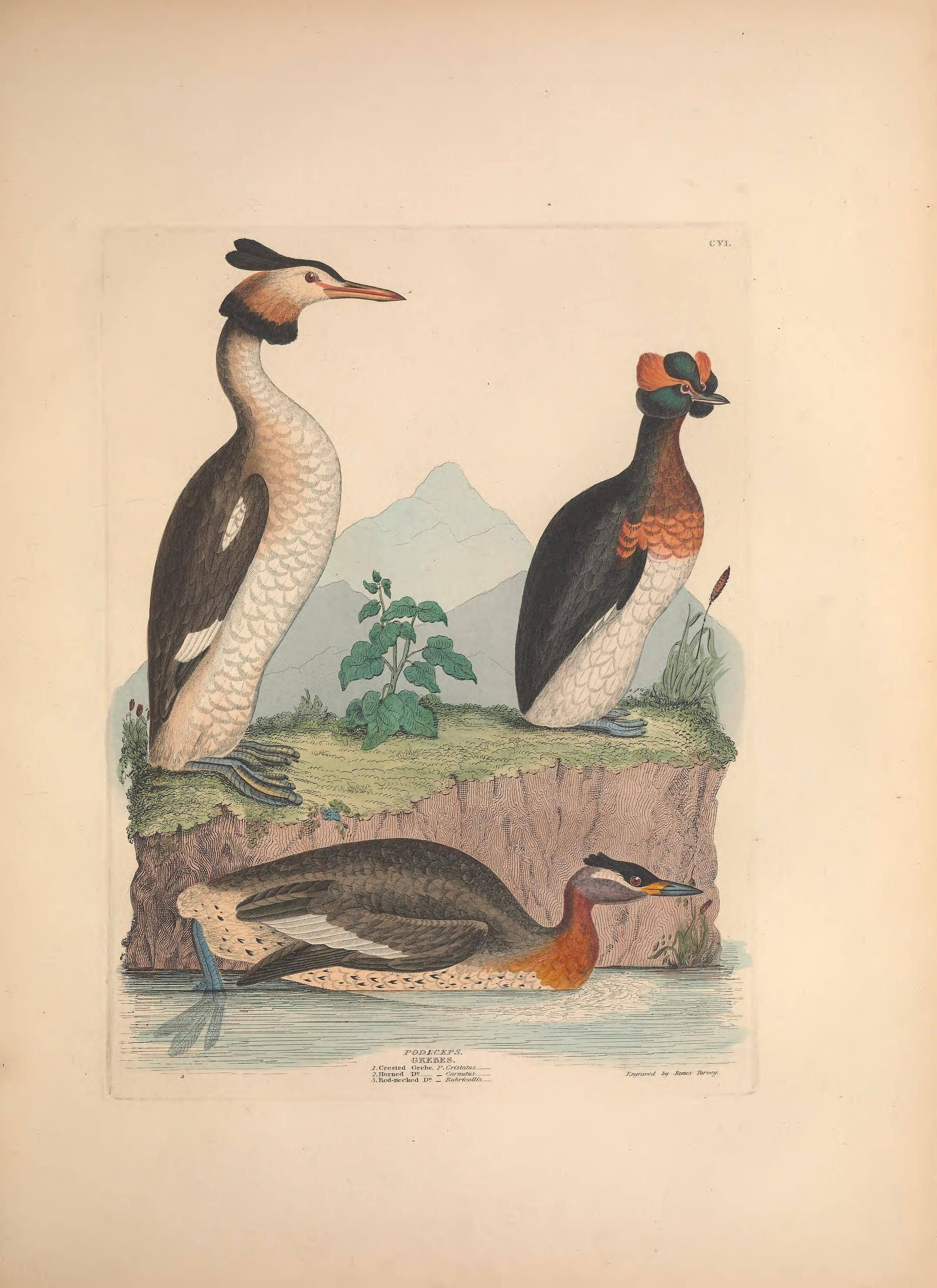
Illusztrációja az American Ornithologyban

## Galéria

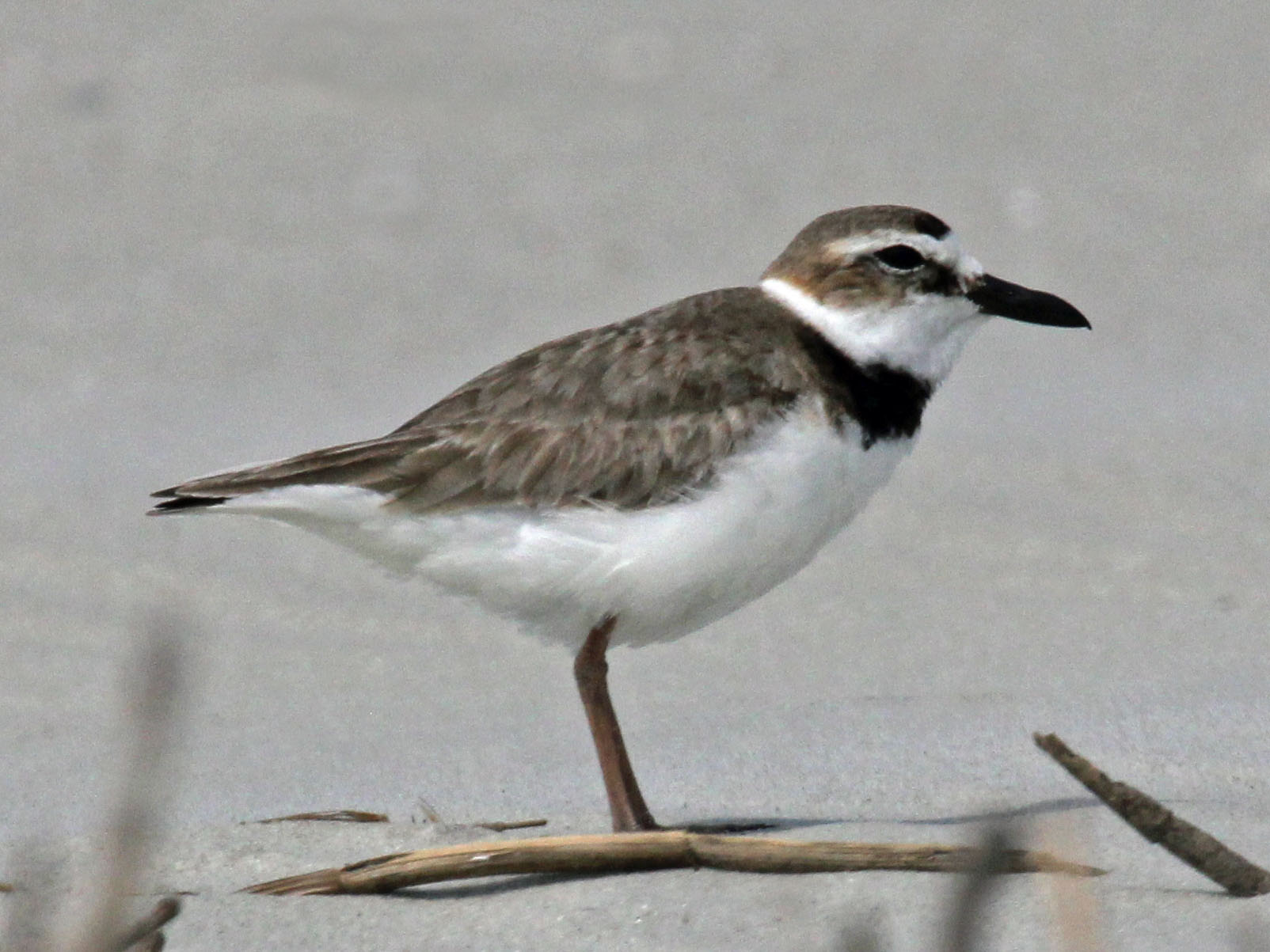
Wilson-lile (Charadrius wilsonia)
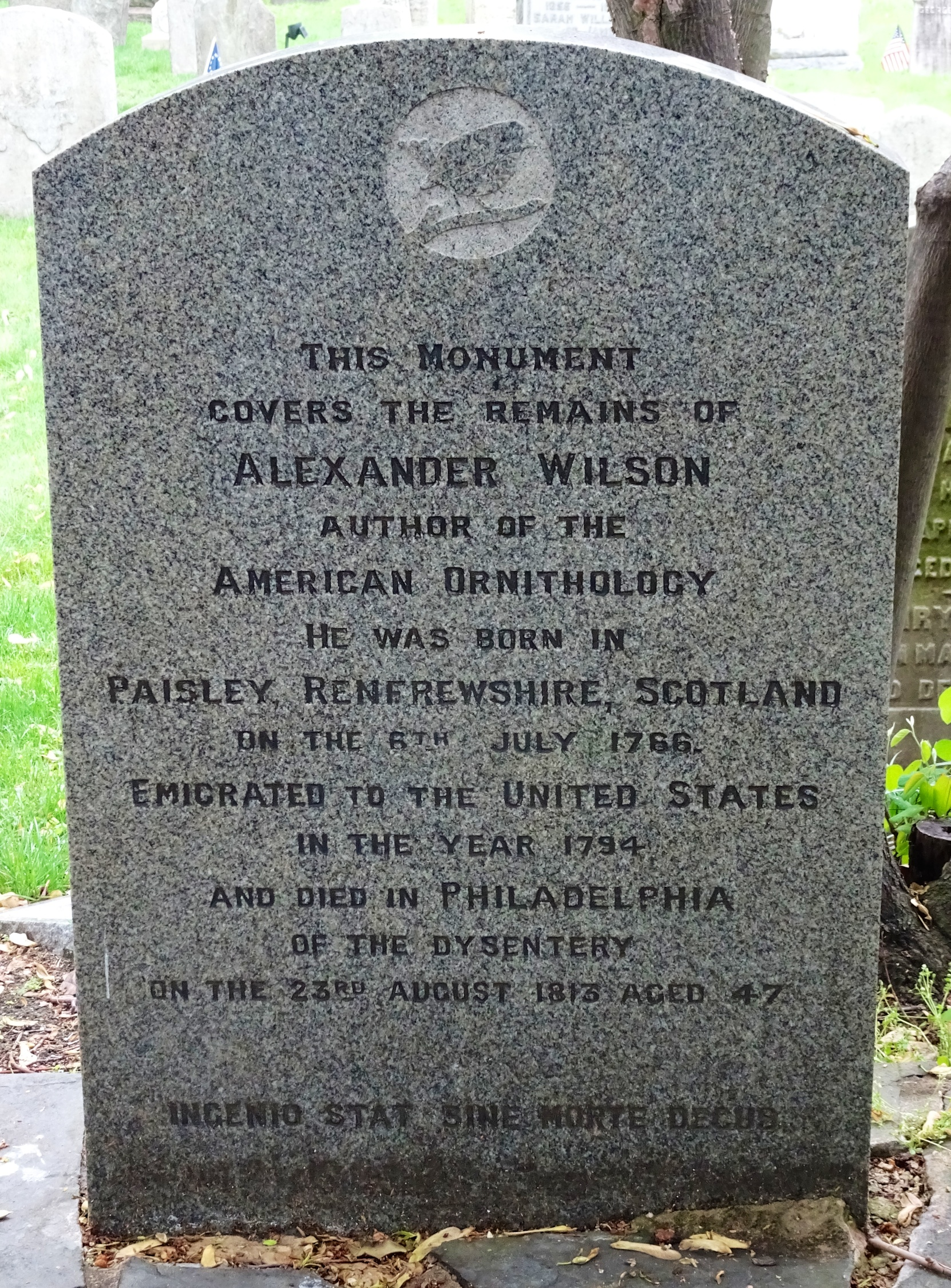
Wilson sírköve in Philadelphia

## Fordítás
- Ez a szócikk részben vagy egészben  az   Alexander Wilson című angol Wikipédia-szócikk fordításán alapul.  Az eredeti cikk szerkesztőit annak laptörténete sorolja fel. Ez a jelzés csupán a megfogalmazás eredetét és a szerzői jogokat jelzi, nem szolgál a cikkben szereplő információk forrásmegjelöléseként.